# Condado de Lee (Alabama)
O Condado de Lee é um dos 67 condados do estado norte-americano do Alabama. De acordo com o censo de 2022, sua população é de 180.773 habitantes. A sede do condado é Opelika e a sua maior cidade é Auburn. O condado foi fundado em 1866 e recebeu o seu nome em homenagem a Robert E. Lee (1807–1870), comandante do Exército dos Estados Confederados.

## História
A região que eventualmente se tornou o condado de Lee foi cedida aos Estados Unidos pelos creeks em 1832. O condado foi estabelecido em 5 de dezembro de 1866, composto por partes dos condados de Macon, Tallapoosa, Chambers e Russell. Em uma eleição para determinar a sede do condado, Opelika foi escolhida em oposição a Auburn e Salem.
Em 1923, Phenix City, localizada na borda sudeste do condado, se fundiu com a vila de Girard, localizada na borda nordeste do condado de Russell. Como prevenção de que a nova vila de Phenix City cruzasse a fronteira de Lee-Russell, o condado de Lee cedeu ao condado de Russell 10 milha quadradas (26 km2) na borda sudeste ao redor de Phenix City em troca de 20 milha quadradas (52 km2) na borda noroeste do condado de Russel, ao redor da comunidade não-incorporada de Marvyn. Em 3 de março de 2019, uma série de tornados atingiu o condado, matando 23 pessoas e ferindo outras; as mortes ocorreram em Beauregard, ao sudeste da área metropolitana de Auburn-Opelika.

## Geografia
De acordo com o censo, sua área total é de 1600 km², destes sendo 1573,5 km² de terra e 26,5 km² de água.

### Condados adjacentes
- Condado de Chambers, norte
- Condado de Harris (Geórgia), nordeste
- Condado de Muscogee (Geórgia), leste
- Condado de Russell, sul
- Condado de Macon, sudoeste
- Condado de Tallapoosa, noroeste

## Transportes

### Principais rodovias
- Interstate 85
- U.S. Highway 29
- U.S. Highway 80
- U.S. Highway 280
- U.S. Highway 431
- State Route 14
- State Route 51
- State Route 147
- State Route 169

### Ferrovias
- CSX A&WP Subdivision
- Norfolk Southern Central of Georgia District

## Demografia
De acordo com o censo de 2022:
- População total: 180.773
- Densidade: 115 hab/km²
- Residências: 79.635
- Famílias: 63.122
- Composição da população:
  - Brancos: 70,6%
  - Negros: 23%
  - Nativos americanos e do Alaska: 0,4%
  - Asiáticos: 4,2%
  - Nativos havaianos e outros ilhotas do Pacífico: 0,1%
  - Duas ou mais raças: 1,8%
  - Hispânicos ou latinos: 3,9%

## Comunidades

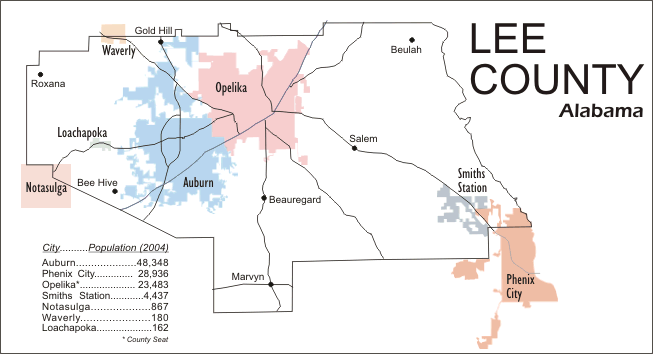
Mapa do condado de Lee, Alabama

### Cidades
- Auburn
- Opelika (sede)
- Phenix City (parcialmente no condado de Russel)
- Smiths Station

### Vilas
- Loachapoka
- Notasulga (parcialmente no condado de Macon)
- Waverly (parcialmente no condado de Chambers)

### Comunidades não-incorporadas
- Beans Mill
- Beauregard
- Bee Hive
- Beulah
- Chewacla
- Gold Hill
- Hopewell
- Marvyn
- Roxana
- Salem
- The Bottle

## Galeria
|  |  |  |  |